# Exocentrus luteus
Exocentrus luteus är en skalbaggsart som beskrevs av Stefan von Breuning 1966. Exocentrus luteus ingår i släktet Exocentrus och familjen långhorningar.
Artens utbredningsområde är Filippinerna. Inga underarter finns listade i Catalogue of Life.